# Omphalisme
 (octobre 2012).
Si vous disposez d'ouvrages ou d'articles de référence ou si vous connaissez des sites web de qualité traitant du thème abordé ici, merci de compléter l'article en donnant les références utiles à sa vérifiabilité et en les liant à la section « Notes et références ».

Adam et Ève par Lucas Cranach l'Ancien (1538), représentés avec un nombril.

Dans la théologie chrétienne, l'omphalisme est une croyance selon laquelle Dieu aurait créé Adam et Ève avec un nombril (omphalos en grec).

## Aspect historique
Selon le « dogme de l’anomphalie » (ou anomphalisme), débattu par les théologiens juifs dès le Moyen Âge, Adam et Ève n’auraient pas de nombril : n’étant pas nés de mères humaines, ils n’étaient donc pas reliés à elles par un cordon ombilical, et ils ne pouvaient en porter la cicatrice. Ce sujet fit débat dans l’Église et, à partir du XVIIIe siècle, celle-ci se prononça en faveur de l’omphalisme.

## Aspect théologique
Dans son livre Omphalos (1857), le naturaliste créationniste Philip Henry Gosse a étendu cette croyance. Affirmant que les espèces végétales et animales ont été créées par Dieu telles qu'elles apparaissent aujourd’hui et qu'elles n'ont pas évolué, Adam et Ève auraient été créés avec un nombril, les premiers arbres auraient été créés déjà avec des cercles de croissance, et ainsi de suite. Selon lui, Dieu aurait créé les êtres vivants non pas au début de leur vie mais avec l'illusion d'être au milieu de leur cycle de développement. Les créationnistes actuels reprennent cette croyance. Dans Génie du christianisme, Chateaubriand écrit que Dieu a créé le monde avec une "apparence d'âge", les falaises battues pour la première fois par les premières vagues étaient déjà érodées, sinon le monde en sa première apparence aurait été moins beau et moins majestueux qu'il n'est aujourd'hui. Adam a été créé avec une « apparence d'âge » de 33 ans… et avec une apparence de nombril.

## Aspect artistique
La majorité des peintres de nu représentent aussi Adam et Ève avec un nombril (comme Masolino da Panicale et Masaccio dans la chapelle Brancacci à Florence). Le peintre Jean-Baptiste Santerre (1651–1717) fut un grand partisan de l'anomphalisme. Néanmoins son tableau représentant Adam et Eve nus et anomphales est perdu.